# Francesco Minerva

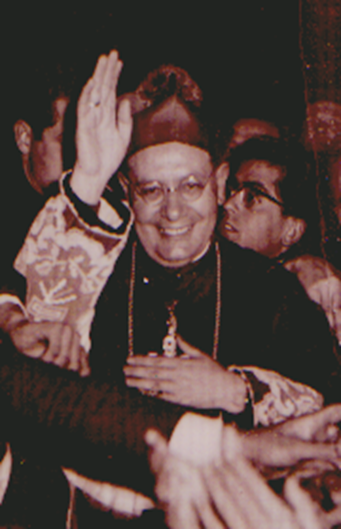
Francesco Minerva

Francesco Minerva (Canosa di Puglia, 31 de enero de 1904-23 de agosto de 2004) fue un sacerdote católico italiano, obispo y primer arzobispo metropolitano de la arquidiócesis de Lecce.

## Biografía
Francesco Minerva nació en Canosa di Puglia, Italia, el 31 de enero de 1904. Ingresó al seminario de Nardò y a al finalizar sus estudios teológicos fue ordenado sacerdote el 16 de abril de 1927, por Nicola Giannattasio. Se graduó en teología en el Pontificia Universidad Lateranense en 1931, y luego en Jurisprudencia en la Universidad de Bari.
Luego de su ordenación ocupó el cargo de arcipreste párroco de la catedral de San Sabino (1931-1948) hasta su nombramiento como obispo de la diócesis de Nardò, el 16 de septiembre de 1948. El 31 de octubre siguiente fue ordenado obispo. A la muerte de Alberto Costa, obispo de Lecce, fue nombrado su sucesor.
Su episcopado se caracterizó por haber celebrado el XV Congreso Eucarístico Nacional, haber participado en todas la sesiones del Concilio Vaticano II y, sobre todo, porque durante su gobierno la diócesis fue elevada, por el papa Juan Pablo II, al rango de arquidiócesis metropolitana, el 20 de octubre de 1980. Minerva fue el primer arzobispo, cargo que desempeñó hasta su dimisión, el 27 de enero de 1981. Siendo arzobispo emérito se retiró a su tierra natal, donde murió el 23 de agosto de 2004, con más de 100 años de edad.